# 광명도서관
광명도서관은 경기도 광명시 소재의 도서관이다.

## 연혁
- 2002.01.19 광명시중앙도서관 공사 착공
- 2004.08.12 광명시중앙도서관 공사 준공
- 2004.10.28 광명시중앙도서관 개관
- 2008.03.03 [2007년 경기도 도서관평가] 우수도서관 선정
- 2012.02.01 [2011년 경기도 도서관평가] 창의봉사부문 장려상 수상
- 2017.01.01 광명시광명도서관으로 명칭 변경

## 시설현황
- 5층: 공용열람실,노트북실, 식당, 매점
- 4층: 디지털도서관, 일반열람실Ⅰ․Ⅱ 1,599
- 3층: 인문·자연과학실, 어문학실 1,711
- 2층: 연속간행물실, 향토행정사료관 1,466
- 중 1층: 문화교실Ⅰ․Ⅱ, 강당 733
- 1층: 푸름이어린이도서관, 사무실, 1,091
- 지하 1층: 주차장, 전기실, 기계실, 자료정리실,중앙감시실, 창고 2,084

## 이용 안내
이용 시간
- 어린이자료실(푸름이): 평일 09:00 ~ 18:00 / 주말 09:00 ~ 17:00
- 종합자료실: 평일 09:00 ~ 22:00 / 주말 09:00 ~ 17:00
- 디지털자료실: 평일 09:00 ~ 20:00 / 주말 09:00 ~ 17:00
- 열람실: 매일 07:00 ~ 23:00(단, 금요일은 09:00 ~ 18:00)

휴관일
- 정기휴관일: 매주 금요일 및 법정공휴일
- 임시휴관일: 도서관 사정으로 임시로 정하는 휴일